# 引用
引用（いんよう、英語：citation, quotation）とは、広義には、自己のオリジナル作品のなかで他人の著作を副次的に紹介する行為、先人の芸術作品やその要素を副次的に自己の作品に取り入れること。報道や批評、研究などの目的で、自らの著作物に他の著作物の一部を採録したり、ポストモダン建築で過去の様式を取り込んだりすることを指す。狭義には、各国の著作権法の引用の要件を満たして行われる合法な無断転載等のこと。引用は権利者に無断で行われるもので、法（日本では著作権法第32条）で認められた合法な行為であり、権利者は引用を拒否することはできない。権利者が拒否できるのは、著作権法の引用の要件を満たさない違法な無断転載等に限られる。本項では著作権法で認められる引用（狭義の引用）について記述する。
科学論文においては、引用はむしろ内容そのものを参照することを指す場合が多い。下記を参照のこと。
- 以下で条数のみの記載は、著作権法である。

## 日本法における著作物の引用
日本では、一定の条件を満たした「引用」は、著作権法第32条によって認められている。引用は権利者に無許可で行うことができ、これは著作権侵害にならない。ただし、引用を要約したり、変形・改変・修正などを加えることは違反となる。47条6にて、32条については「翻訳」のみが認められており、「翻案」は違反となる。そのため引用内容を要約・改変・修正などしてしまうと、翻案となって27条の翻案権違反に接触するため、引用はそのまま載せなければならない（記述を略する場合などは3点リーダーを2個（……）使用し、箇条書き・段落・改行などがある引用で略する場合は〔略〕と入れる）。
作品内容のあらましが把握できるような要約を著作権者に無断で掲載すると27条（翻案権）違反となり、作成された要約をウェブ上で一般公開する行為も28条違反となるため、掲載前に著作権者への確認が必要である（極めて短い内容紹介や一行のキャッチコピー程度であれば著作権法違反にならない）。
「引用」ではなく、自分の作品や文献などにおいての「参考」として、出所を明示した上で自分なりの言葉で要約して記載すれば、使用した出所は「引用文献」ではなく、一般に「参考文献」として扱われているようであるが、これは引用であることに変わりはなく、著作権法違反にならないようにする必要がある（自分の文が「主」で参考文献が「従」の関係であることが必要）。なお、「参考」は著作権法上の用語ではない。
著作権物の変更・切除・改変を著作権者に無断で行う場合、20条（同一性保持権）違反となる場合もある。
3点リーダー使用例
- 略する前の原文「来週にスーパーマーケットに行くつもりで、そこで食料を買う予定だ。その後に図書館へ行く予定だ。」
- 3点リーダーで略した文「……スーパーマーケットに……食料を買う予定だ。……」

### 趣旨
人間の文化活動のなかでは、批評・批判や、自由な言論のために、公表された著作物を著作者・著作権者に断りなく用いる要請が生じることがある。狭義の引用は、その要請を満たすために用意された著作権の制限・無断利用の許容の規定である。言論の自由と著作権の保護とが調和するように適切と認められるための条件が定められている。

### 法の条文
32条（引用）
1. 公表された著作物は、引用して利用することができる。この場合において、その引用は、公正な慣行に合致するものであり、かつ、報道、批評、研究その他の引用の目的上正当な範囲内で行なわれるものでなければならない。
2. 国若しくは地方公共団体の機関又は独立行政法人が一般に周知させることを目的として作成し、その著作の名義の下に公表する広報資料、調査統計資料、報告書その他これらに類する著作物は、説明の材料として新聞紙、雑誌その他の刊行物に転載することができる。ただし、これを禁止する旨の表示がある場合は、この限りでない。

47条 6（翻訳、翻案等による利用）
1. 次の各号に掲げる規定により著作物を利用することができる場合には、当該著作物について、当該規定の例により当該各号に定める方法による利用を行うことができる。
  - 一〔略〕
  - 二〔……〕第32条〔……〕翻訳
  - 三〔略〕

48条（出所の明示）
1. 次の各号に掲げる場合には、当該各号に規定する著作物の出所を、その複製又は利用の態様に応じ合理的と認められる方法及び程度により、明示しなければならない。
  - 一 第32条〔……〕の規定により著作物を複製する場合
  - 二 〔略〕
  - 三 第32条の規定により著作物を複製以外の方法により利用する場合〔……〕において、その出所を明示する慣行があるとき。

2. 前項の出所の明示に当たつては、これに伴い著作者名が明らかになる場合及び当該著作物が無名のものである場合を除き、当該著作物につき表示されている著作者名を示さなければならない。
3. 第43条の規定により著作物を翻訳〔……〕して利用する場合には、前二項の規定の例により、その著作物の出所を明示しなければならない。

### 要件
著作権法において正当な「引用」と認められるには、公正な慣行に従う必要がある。最高裁判所昭和55年3月28日判決によれば、適切な引用とは「紹介、参照、論評その他の目的で著作物中に他人の著作物の原則として一部を採録すること」とされる。
文化庁によれば、適切な「引用」と認められるためには、以下の要件が必要とされる。
このうち、出所の明示については著作権法の第48条に規定されており、後述する引用以外の合法な無断利用を含め、共通の必須事項である（これを怠ると剽窃とみなされる）。
また、
- 引用する分量を必要最小限度に抑えなければならない[4]。
- 引用するには目的（必然性）が必要であり、それに必要な量しか引用してはならない[5]。
- 質的にも量的にも[注 4]、引用先が「主」、引用部分が「従」の関係になければならない[注 5]。ただし、知財高裁平成22年10月13日（鑑定証書カラーコピー事件）判決においては主従関係は要件とされていない[7]。
- 引用を独立してそれだけの作品として使用することはできない。

なお、引用部分を明確にする方法としては、カギ括弧のほか、段落を変える、参照文献の一連番号又は参照文献の著者名等を用いた参照記号を該当箇所に記載するなどの方法もある。
「引用」と認められず、違法な無断転載等とされた場合には、法第119条以降の罰則に基づいて懲役や罰金に処される。

### 引用以外の合法な無断利用
- 行政機関等の広報資料等
一般に周知させることを目的とした転載を禁止する旨の表示がない「行政機関等の名義の下に公表された広報資料等」は、出所を明示すれば、行政機関に無断で説明の材料として新聞や雑誌などの刊行物に転載して構わない[9][注 6]。
- 時事論説等
学術的な性質を有するものでない、政治上、経済上、社会上の時事問題に関する、転載・放送・有線放送を禁止する旨の表示がない、新聞又は雑誌に掲載して発行された論説等も、出所を明示すれば、新聞社等に無断で他の新聞等への転載、放送・有線放送・放送対象地域を限定した「入力」による送信可能化による放送の同時再送信[注 7]をして構わない[10][注 6]。
- 公開演説等
公開して行われた政治上の演説・陳述又は裁判手続きにおける公開の陳述も、同一の著作者のもののみを編集せずに、出所を明示すれば、著作者に無断で転載等して構わない[11]。

以上3つの合法的な無断利用にあっては、それぞれの要件と出所の明示を守る場合に限って、主従関係や必然性などの引用の要件を考慮する必要なく、権利者に無断で全部を転載しても構わない。
ただし、特に新聞等はたいてい無断転載を禁じているため、法第39条に基づいて合法的に全部を無断転載することは実際には難しい。よって、法第32条第1項の引用の要件を満たして一部分のみを引用するか、著作権の保護の対象にならない「事実の伝達にすぎない雑報及び時事の報道」（法第10条第2項）の範囲に限って転載するのが、現実的な合法的手段である。

### 著作権の保護の対象にならないもの
著作権法上適切な「引用」に関する問題は、対象が著作権法上保護されるものであることが前提となるが、以下のものについては、著作権法上保護の対象とならない。
- 著作者の死後70年以上経っている著作物（著作権法第51条第2項）
- 公表後70年を経過した無名・変名の著作物（著作権法第52条第1項）
- 公表後70年を経過した団体名義の著作物（著作権法第53条第1項）
- 公表後70年を経過した映画の著作物（著作権法第54条第1項）
- 創作性のない表現（著作権法第2条第1項第1号）
- 情報（データ）そのもの（判例法[12]）
- アイディア（判例法[13]）
- 事実の伝達にすぎない雑報及び時事の報道（著作権法第10条第2項）
- 解法（アルゴリズム）、規約（プロトコル）（著作権法第10条第3項）
- 憲法その他の法令（著作権法第13条第1号）
- 国、地方公共団体の機関又は独立行政法人が発する告示、訓令、通達（著作権法第13条第2号）
- 裁判所の判決、決定、命令、審判（著作権法第13条第3号）

詳細は著作権侵害を参照（キャッチコピーの著作権については、同項を参照）。

### 要約による引用
引用には、原文をそのまま抜粋して引用するもの（quotation）と、要約して引用するものがある。
学界では通例、後者の要約による引用が行われる。世間では要約による引用を「参考」と言い換えている事例が散見されるが、参考は著作権法上の用語ではない。また、自分の言葉で要約したから引用に当たらない、ということにはならない。以下の説明のとおり注意する必要がある。
要約による引用を行う際は、
- 内容の同一性を損なわないこと

字句が変更されていても、内容の同一性が保たれた要約による引用は翻案であるが、正当な引用のために必要な限りにおいて、翻案権や同一性保持権を侵害することにはならない。
- 引用部分の直後に出典を示し、明瞭区別性[3]を確保すること

要約文は引用者の言葉なので、原文の著作者の言葉であるとの誤解を避けるため、カギ括弧や段落分けではなく、ハーバード方式やバンクーバー方式などによって引用部分の直後に出典を示す。
の2点に注意が必要である。もっとも、学界での引用は「言葉を引く」というよりも「典拠を示す」という態度なので、同一性としては主旨があっていればよく、明瞭区別性については、出典を示した箇所の直前のわかるところに主旨が含まれていればよい。
なお、要約による引用は、正当な範囲や主従関係、必然性などの引用の要件を守らなければならない点は、抜粋による引用と同様である。

#### 複製の要件を避けるための変更
複製の要件を避けるために、自分の言葉でまとめなおす例がある。
しかしながら前述の通り、字句を変えたところで、出所を明示するなど、引用の要件を守らなければならないことに変わりはない。出所の明示を怠ると、日本では50万円以下の罰金に処される（著作権法第122条）。
また、内容が変わるほど書き直しても、原文の創作性が残っている場合は翻案及び同一性保持権の侵害にあたり、著作権の侵害として10年以下の懲役若しくは1000万円以下の罰金（又は併科）（法第119条1項）、著作者人格権の侵害として5年以下の懲役若しくは500万円以下の罰金（又は併科）に処される（法第119条2項）うえ、法第114条の規定に基づいて計算された損害額の賠償を請求され、公衆の面前で訂正や謝罪をしなければならなくなることさえある（法第115条）。
字句を変えて引用の要件を逃れようとするのではなく、出所明示や正当な範囲、主従関係、必然性など著作権法の定める引用の要件を守って、引用するのが肝要である。

### 科学論文の場合
科学分野の論文の場合、引用は他者の論文の文章の一部をそのまま持ってくることではないことが多い。図や表についてはそのようなやり方であるが、多くの場合、他の論文の結果や結論、記録された事実を使うことを指しており、そのままの文章を取ることは少ない。
科学論文を書く場合、その論文をその分野の研究の流れの中に位置づける必要がある。そのために先行研究を引用し、それに対して自分はどのような点で新しいことを行ったのかを示さなければならない。したがって参考文献からの引用は必須であり、それは文章の引き写しではなく、内容の要約や要点のみを引き出した形を取りやすい。
したがって、重要な内容を含む論文は、それが重要で基本的であるほど、多くの論文から引用される。逆に言えば、その分野においてあちこちから引用される文献はそれだけ価値が高いものと考えることができる。インパクトファクターはこれを利用して、雑誌の値打ちを数量化しようとするものである。

## イタリア法における著作物の引用

### 法の条文
著作権および著作隣接権の保護に関する法律（1941年4月22日の法律第633号）第70条に規定される。

## イギリス法における著作物の引用

### 法の条文
英国著作権法第30条(1ZA)に規定される。

## 関連用語
「引用」という語は前述の通り、著作権法の条件を満たしたものに限って用いられることがあり、誤解を招くおそれがある。これを避けるため、次のような語を用いることができる。
援用 ： 自分の言説を裏付けるため、他の文書等を参考文献として挙げること一般をいう。
転用 ： 閲覧等のための文書等を、雑誌への転載や参考資料としての複製頒布、論文への引用、パロディ制作（翻案）などの別の用途で再利用、再使用すること一般をいう。